# Dessaux
Dessaux est une ancienne entreprise française spécialisée dans la production de vinaigre.
La vinaigrerie a été basée à Orléans (Loiret) entre 1824 et 1984. Elle est successivement indépendante puis, dès 1964 dépendante de sociétés mères : Amora, Générale alimentaire, Générale occidentale et Boussois-Souchon-Neuvesel (BSN, futur Danone).
La société s'étendra sur plus de 50 sites en France et en Afrique. Elle est l'un des plus importants producteurs de vinaigre et doit sa renommée à la production de vinaigre d'Orléans selon le procédé artisanal dit de méthode d'Orléans entre sa création et le milieu du XIXe siècle. Elle adopte par la suite des techniques de fabrication industrielle.
L'entreprise prend le nom de Dessaux-Greffier vers 1840 puis de Dessaux Fils.

## Géographie

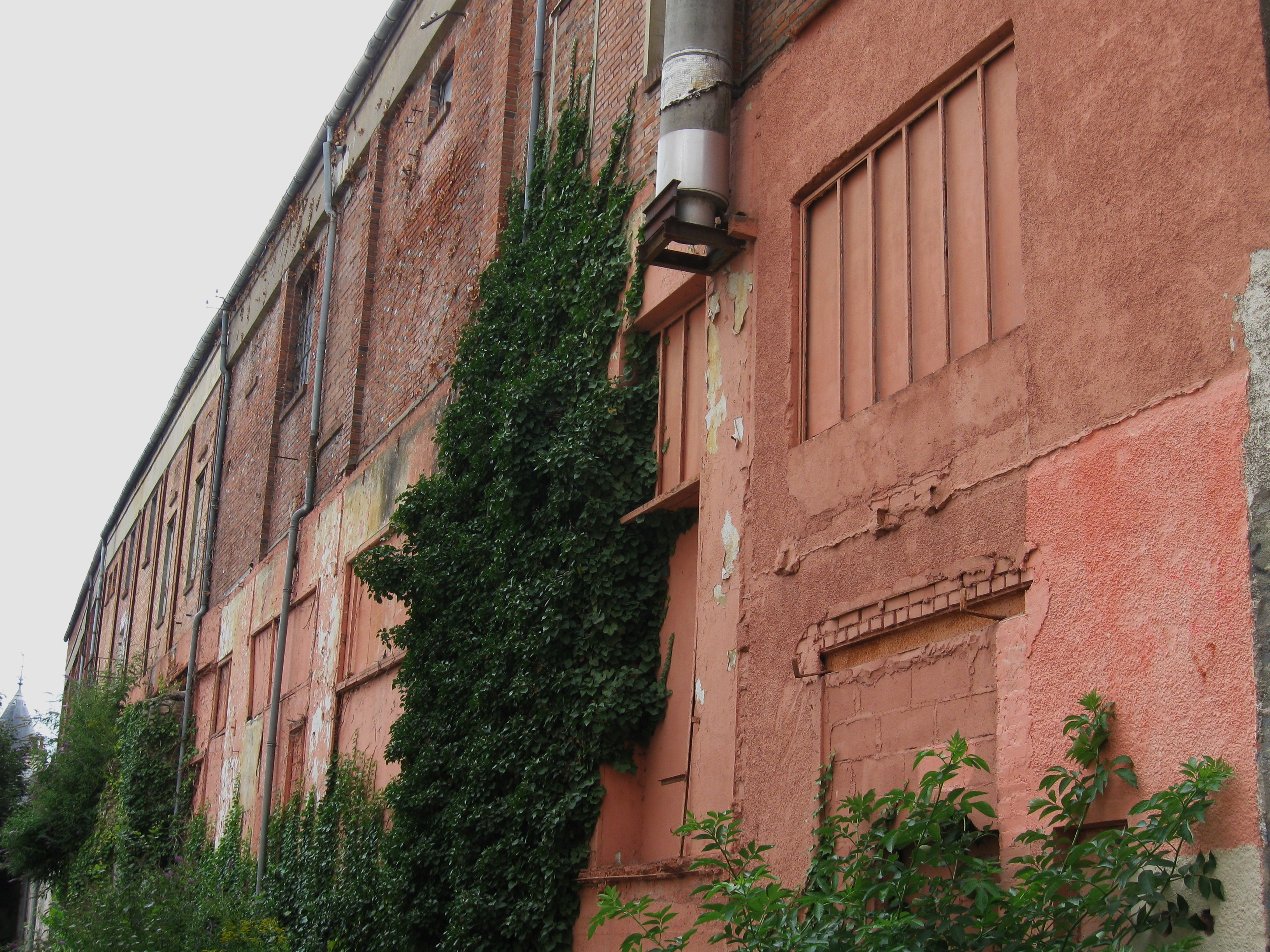
L'ancienne vinaigrerie Dessaux dans le centre-ville d'Orléans

Les premières implantations de la vinaigrerie se situent au centre-ville d'Orléans, sur la rive nord de la Loire, dans les rues de la Tour-Blanche et des Africains. Un entrepôt s'étend sur le quai du Roi. Ces installations donneront leur nom à l'endroit, appelé « quartier Dessaux ».
À La Chapelle-Saint-Mesmin, commune située à l'ouest d'Orléans, l'entreprise dispose d'un entrepôt, d'une distillerie et d'une verrerie.
Dans les années 1950, l'entreprise compte vingt centres de production en France (Cherbourg, Jarnac, Montrouge, Niort, Rennes, Tours...) et six en Afrique (Algérie, Maroc, Tunisie, Égypte),.

## Histoire
Charles-Prosper-Alexandre Dessaux travaille chez les vinaigriers orléanais Greffier-Hazon dès le début de la Révolution française en 1789 puis choisit de créer sa propre entreprise en 1824,.
À partir de 1840, Charles-Prosper-Alexandre Dessaux et son fils Charles-Laurent codirigent l'entreprise qui prend le nom de Dessaux-Greffier.
Après la retraite de Charles-Prosper-Alexandre Dessaux, Charles-Laurent gère l'entreprise avec son frère Jules. La vinaigrerie change à nouveau de nom et devient Dessaux Fils.
À la suite d'un différend avec Jules, qui part fonder une vinaigrerie concurrente, Charles-Laurent choisit son fils aîné Paul pour diriger l'entreprise.
De 1872 à 1903, Ludovic, deuxième fils de Charles-Laurent, prend la direction de l'entreprise et modifie les techniques de fabrication. La production de vinaigre passe de 3 500 000 litres en 1872 à 12 000 000 litres en 1900.
L'entreprise se dote d'une tonnellerie afin de pouvoir faire face à l'augmentation de sa production. Au début du XXe siècle, elle fabrique 25 000 tonneaux de 100 litres en chêne par an pour l'expédition et possède 5 000 vaisseaux en chêne de 250 litres pour la production.
Vers 1900, l'entreprise emploie environ 1 800 personnes.
Dans l'édition datée de 1912 de l’annuaire de l'Union fraternelle du commerce et de l'industrie, Dessaux Fils déclare une vente annuelle de vinaigre de 13 000 000 litres et de 650 000 kg de moutarde.
Pendant la Seconde Guerre mondiale, André Dessaux, dirigeant de l'entreprise, résistant et futur maire d'Orléans, est arrêté par la Gestapo et déporté en Allemagne nazie. Il mourra à son retour de captivité, extrêmement affaibli par les conditions de détention. Les installations Dessaux ne sont pas touchées par les bombardements de la ville et la production peut reprendre dès la fin du conflit.
À partir de 1957, la fabrication du vinaigre est effectuée dans des fermenteurs de type Acetator, la production artisanale selon le procédé d'Orléans est abandonnée.
En 1960, l'entreprise n'emploie plus que 130 personnes à l'année.
Dessaux fils, alors dirigé par Henri Dessaux, est racheté en 1964 par l'entreprise française Amora de Raymond Sachot. L'entreprise avait également été contacté par Maille dirigé par André Ricard. L'ensemble porte pendant une période le nom d’Amora-Dessaux.
La vinaigrerie de Jarnac, rachetée en 1957, est fermée en 1966.
La tonnellerie orléanaise est fermée en 1967, les tonneaux de chêne sont remplacés par des jerricans en plastique. La moutarderie du site orléanais est transférée à Yvetot (Seine-Maritime).
Elle change dans les années suivantes plusieurs fois de main ; elle est intégrée à l'entreprise agroalimentaire française de la Générale Alimentaire, puis passe sous contrôle de l'entreprise française de la Générale Occidentale. En 1980, Boussois-Souchon-Neuvesel (BSN) rachète Dessaux fils qui emploie alors une cinquantaine de personnes. La même année, les terrains et bâtiments de l'entreprise sont vendus à la municipalité d'Orléans. La société devient locataire.
À Orléans, la fabrication du vinaigre est arrêtée en juillet 1984 et l'entreprise définitivement fermée le 15 décembre 1984.

## Culture
Dessaux Fils passe plusieurs commandes pour le marché international aux céramistes Aimé Henry et Jeanne Champillou : entre 1948 et 1952, 30 000 pièces d'un moutardier (modèle 1789) ; entre 1951 et 1955, un nombre indéterminé d'un autre modèle de moutardier (modèle 1830). Certains de ces pots à moutarde sont exposés au musée de la marine de Loire à Châteauneuf-sur-Loire (Loiret) et au musée historique et archéologique de l'Orléanais à Orléans.
Vers 1955, l'affichiste Edgard Derouet et le dessinateur Paul Fromentier s'associent pour réaliser une illustration vantant la moutarde Dessaux Fils sur laquelle figurent un mouton, un bœuf et un cochon regardant tristement un pot de moutarde et la mention « Elle nous aura ! ». L'illustration est utilisée pour représenter la marque sur des affiches, des buvards et des moutardiers.
La direction de l'entreprise a mis peu à peu en place un musée ayant pour thématique la fabrication du vinaigre. À la fermeture de l'entreprise en 1984, les pièces du musée ont été déménagées dans une autre société du groupe BSN à Dijon (Côte-d'Or).
Plusieurs séquences de la série télévisée française Les Brigades du Tigre ont été tournées dans les locaux de l'entreprise Dessaux.
Dans les années 2000 et 2010, sous les mandatures de Serge Grouard, l'idée de reconvertir le bâtiment de la vinaigrerie orléanaise en centre d'Art est évoquée puis abandonnée.

Objets décorés d'après l'illustration d'Edgard Derouet et Paul Fromentier.
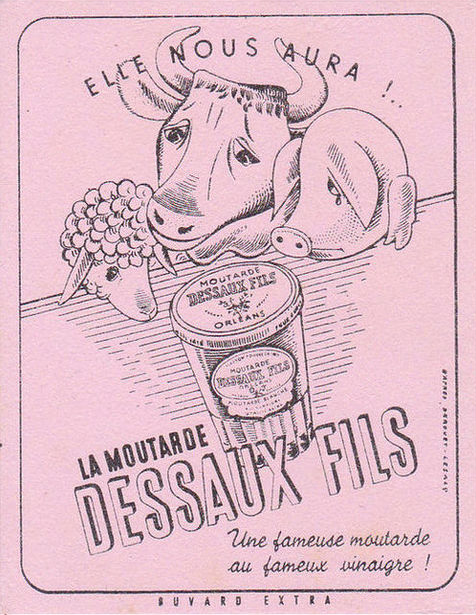
Buvard publicitaire pour la moutarde Dessaux
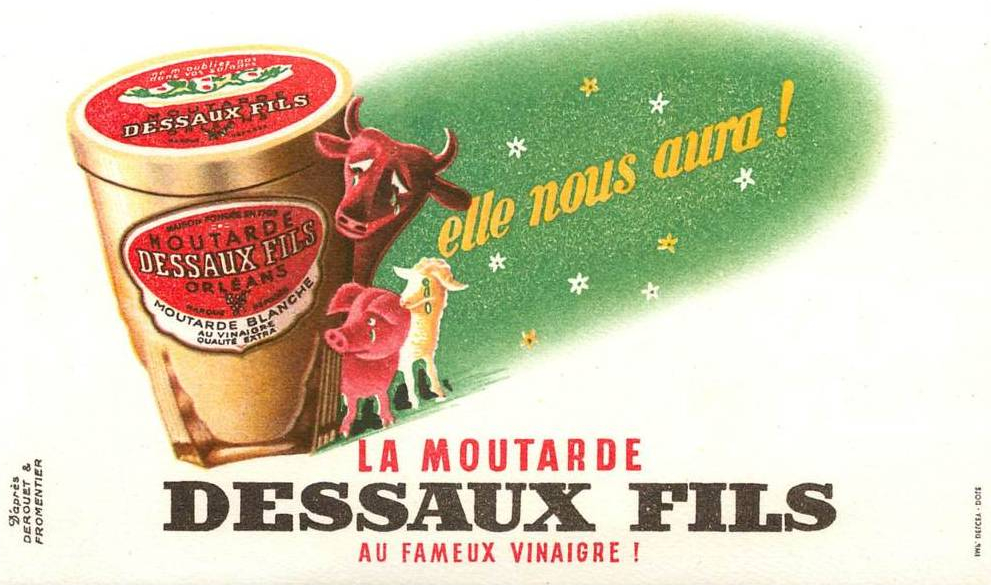
Buvard publicitaire pour la moutarde Dessaux
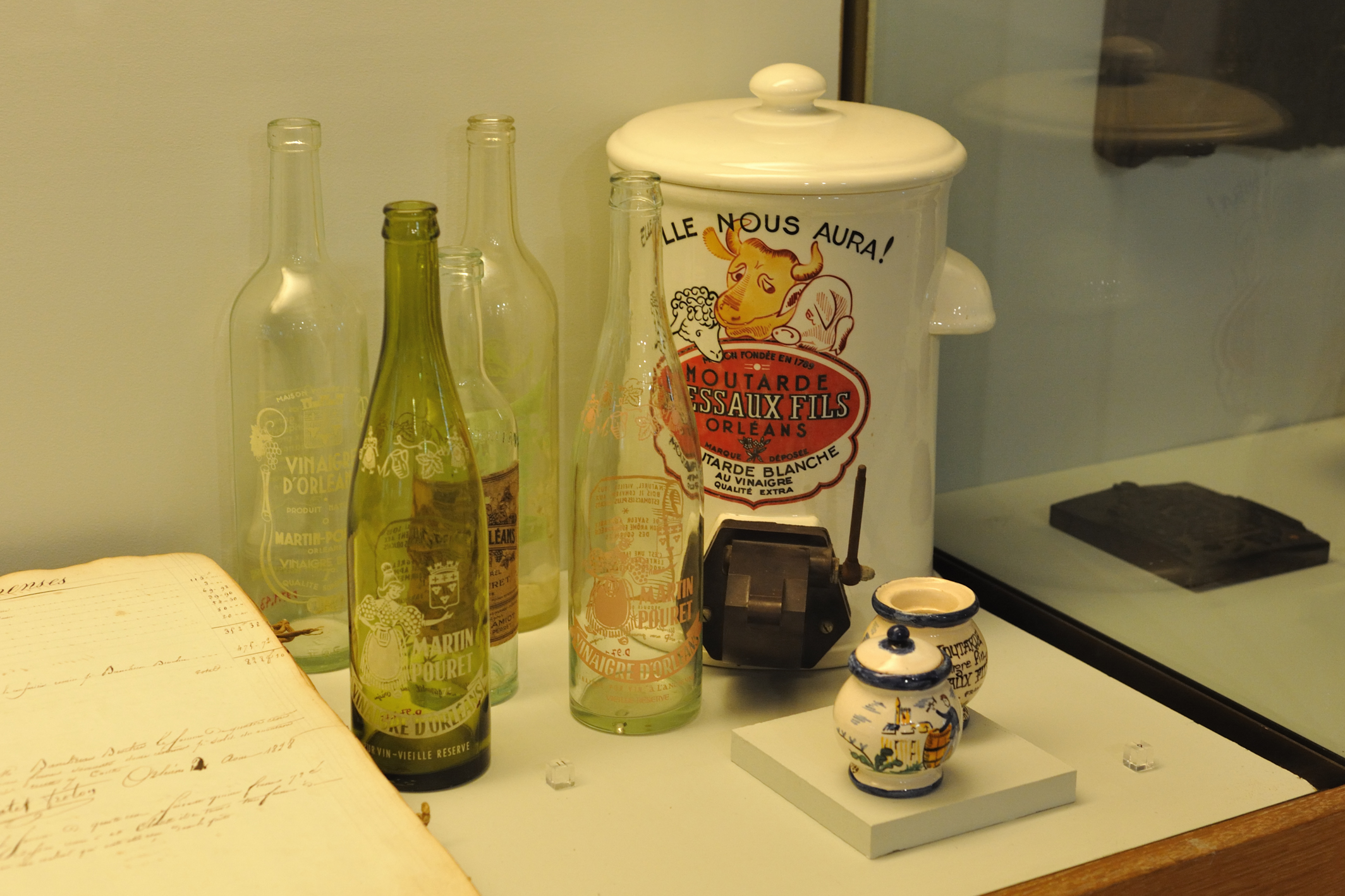
Moutardiers Dessaux (à droite) exposés au musée historique et archéologique de l'Orléanais : à l'avant plan, ceux réalisés par Champillou et Henry, à l'arrière plan, celui illustré par Derouet et Fromentier